# Liste von Bärenschutz-Einrichtungen
Diese Liste enthält Bärenschutzzentren, Bärenwälder, Bärenrefugien und Bärenreservate in aller Welt.

## Liste
| Land                | naher Ort                                              | Name                                                                   | Eröffnungsjahr | Fläche ha (Stand)            | Anzahl Bären (Stand) | Beteiligte Organisationen                                         | Anmerkungen |
| ------------------- | ------------------------------------------------------ | ---------------------------------------------------------------------- | -------------- | ---------------------------- | -------------------- | ----------------------------------------------------------------- | --- |
| Amerika             |                                                        |                                                                        |                |                              |                      |                                                                   | |
| Kanada              | Sprucedale, McMurrich / Monteith, Parry Sound District | Bear With Us Sanctuary and Rehabilitation Centre for Bears             | 1992           | 0,37                         | 3 (2017)             | Bear With Us                                                      | Hauptfokus liegt auf Rehabilitation verletzter bzw. verwaister Tiere, Einfangen von Problembären und Verbesserung des Bär-Mensch-Verhältnisses                                                                                                  |
| Asien               |                                                        |                                                                        |                |                              |                      |                                                                   | |
| Kambodscha          | Takeo-Provinz                                          | Kambodschanisches Bärenreservat im Phnom Tamao Wildlife Rescue Centre  | 1997           | 8                            | ca. 130              | Free the Bears; kambodschanische Forstverwaltung                  | weltweit größtes Malaienbär-Reservat, zusätzliche Kragenbären, 24 Freigehege |
| Laos                | Luang Prabang                                          | Luang Prabang Wildlife Sanctuary                                       | 2017           | 25                           | 5 (<150 geplant)     | Free the Bears; Regierung von Laos                                | bietet Platz für alle Galle-Bären des Landes, zudem für konfiszierte Tiere anderer Arten |
| Laos                | Luang Prabang                                          | Tat Kuang Si Bear Rescue Centre                                        | 2002           | 0,5 (2017)                   | >40 (2017)           | Free the Bears; Regierung von Laos                                | Kragenbären |
| Vietnam             | Ninh Bình                                              | Bärenwald Ninh Binh                                                    | 2019           | 3,6 / 10                     | 12/44                | Vier Pfoten                                                       | wird im Jahr 2019 weiter ausgebaut. |
| Vietnam             | Tam Đảo                                                | Vietnam Bear Rescue Centre                                             | 2008           | 11                           | 200 (geplant)        | Animals Asia Foundation                                           | Kragen- und Malaienbären, rettete 2015 33 Gallebären aus der Provinz Quảng Ninh, in der damit keine Bärfarmen mehr bestanden |
| Vietnam             | Tân Phú                                                | Cat Tien Bear Sanctuary im Cat Tien Nationalpark                       | 2017           | 11                           | 25 (2019)            | Free the Bears; Welttierschutzgesellschaft; Cat Tien Nationalpark | Im drei Kilometer entfernten Cat Tien Bear Rescue Center, dem Vorläufer der 2017 errichteten Einrichtung, befinden sich noch 14 weitere Kragenbären, die mit dem geplanten Ausbau des neuen Zentrums ebenfalls dorthin verbracht werden sollen. |
| Volksrepublik China | Chengdu                                                | China Bear Rescue Centre                                               | 2000           | 12 (2014)                    | 140 (2014)           | Animals Asia Foundation                                           | Platz für ungefähr 250 Bären vorhanden |
| Volksrepublik China | Nanning                                                | Bärenfarm Nanning                                                      | 2014           |                              | 130 (2014)           | Animals Asia Foundation                                           | übernommene Bärenfarm |
| Europa              |                                                        |                                                                        |                |                              |                      |                                                                   | |
| Bulgarien           | Beliza                                                 | Bärenwald Belitsa                                                      | 2000           | 12                           | 26                   | Vier Pfoten; Fondation Brigitte Bardot                            | es leben vor allem ehemalige Tanzbären aus Bulgarien und Serbien |
| Deutschland         | Anholt                                                 | Anholter Bärenwald (wurde per 30. September 2019 geschlossen)          | 1999           | 2,5                          | 9 (2017)             | International Bear Federation; Deutscher Tierschutzbund           | vier Braunbären und fünf Kragenbären, Grundstück von Carl-Philipp zu Salm-Salm |
| Deutschland         | Bad Rippoldsau-Schapbach                               | Alternativer Wolf- und Bärenpark Schwarzwald                           | 2010           | 10 (2005)                    | 9 (02/2018)          | Stiftung für Bären;                                               | Bären leben zusammen mit acht Wölfen und zwei Luchsen (2018) |
| Deutschland         | Kappeln                                                | Tierschutzzentrum Weidefeld                                            | 2003           | 13                           | 5 (2025)             | Deutscher Tierschutzbund                                          | Die Bären aus dem Anholter Bärenwald sind 2019 nach Weidefeld gezogen |
| Deutschland         | Leinefelde-Worbis                                      | Alternativer Bärenpark Worbis                                          | 1996           | 5 (2005)                     | 9 (02/2018)          | Stiftung für Bären; (ehemals: Aktion Bärenhilfswerk)              | Bären leben zusammen mit sieben Wölfen (2018) |
| Deutschland         | Stuer                                                  | Bärenwald Müritz                                                       | 2006           | 16 (2017)                    | 16 (09/2017)         | Vier Pfoten                                                       | Westeuropas größtes Bärenschutzzentrum |
| Kosovo              | Mramor                                                 | Bärenwald Pristina                                                     | 2013           | 9 (2019)                     | 19 (2019)            | Vier Pfoten                                                       | |
| Kroatien            | Kuterevo                                               | Bärenrefugium von Kuterevo                                             | 2002           | 4 (2016)                     | 8 (2017)             | Velebitska Udruga Kuterevo                                        | Schutzstation für verwaiste junge Braunbären |
| Österreich          | Arbesbach                                              | Bärenwald Arbesbach                                                    | 1998           | 1,4 (2018)                   | 7                    | Vier Pfoten                                                       | Das erste Bärenschutzzentrum von Vier Pfoten |
| Polen               | Posen                                                  | Bärenfreianlage im Zoo Posen                                           | 2013           | 2,5 (2019)                   | 6 (2019)             | Vier Pfoten; Zoo Posen                                            | |
| Rumänien            | Zărnești                                               | Libearty Bear Sanctuary                                                | 2005           | 69 (2017)                    | 90 (04/2017)         | Asociația Milioane de Prieteni; World Animal Protection           | größtes Bärenschutzzentrum Europas sowie –nach eigenen Angaben – das größte für Braunbären weltweit |
| Schweiz             | Arosa                                                  | Arosa Bärenland                                                        | 2018           | 3 (maximal 5)                | 1 (2018) Total 5     | Vier Pfoten; Arosa Tourismus; Arosa Bergbahnen                    | Höchstgelegenes Bärenschutzzentrum in Europa. Dient auch touristischen Zwecken. |
| Ukraine             | Lwiw                                                   | Bärenwald Domazhyr                                                     | 2017           | ca. 20 (fertig gestellt 7,7) | max. 30              | Vier Pfoten                                                       | dient vor allem der Unterbringung ehemaliger Kampfbären. |
| Ukraine             | Beresiwka, Schytomyr                                   | White Rock Bear Shelter                                                | 2012           | 6,5                          | 4 (04/2019)          | Save Wild                                                         | hauptsächlich Kampfbären |
| Ukraine             | Mischhirja                                             | Ukrainisches Braunbären-Rehabilitationszentrum im Nationalpark Synewyr | 2011           | 12                           |                      | Ministerium für Ökologie                                          | Auffanggehege des amtlichen Tierschutzes |